# Меувен (Нідерланди)
Меувен (нід. Meeuwen) — село в нідерландській провінції Північний Брабант. Входить до муніципалітету Алтена.
Його площа становить 4,73 км², а населення станом на 2021 рік складало 715 осіб.
Перша згадка про населений пункт датується 850 роком.
До 1923 року мало статус окремого муніципалітету.

## Галерея

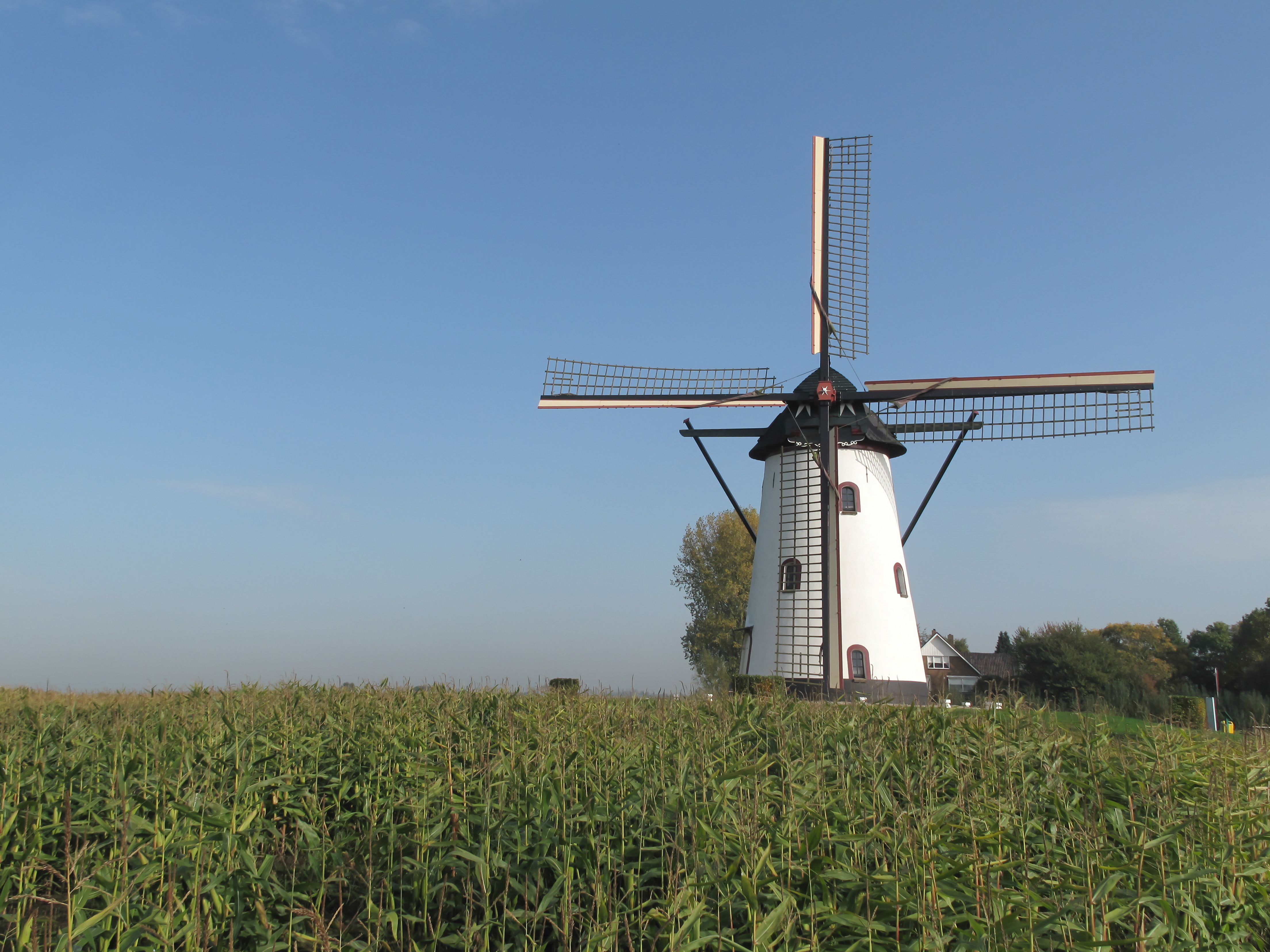
Вітряк de Witte Molen
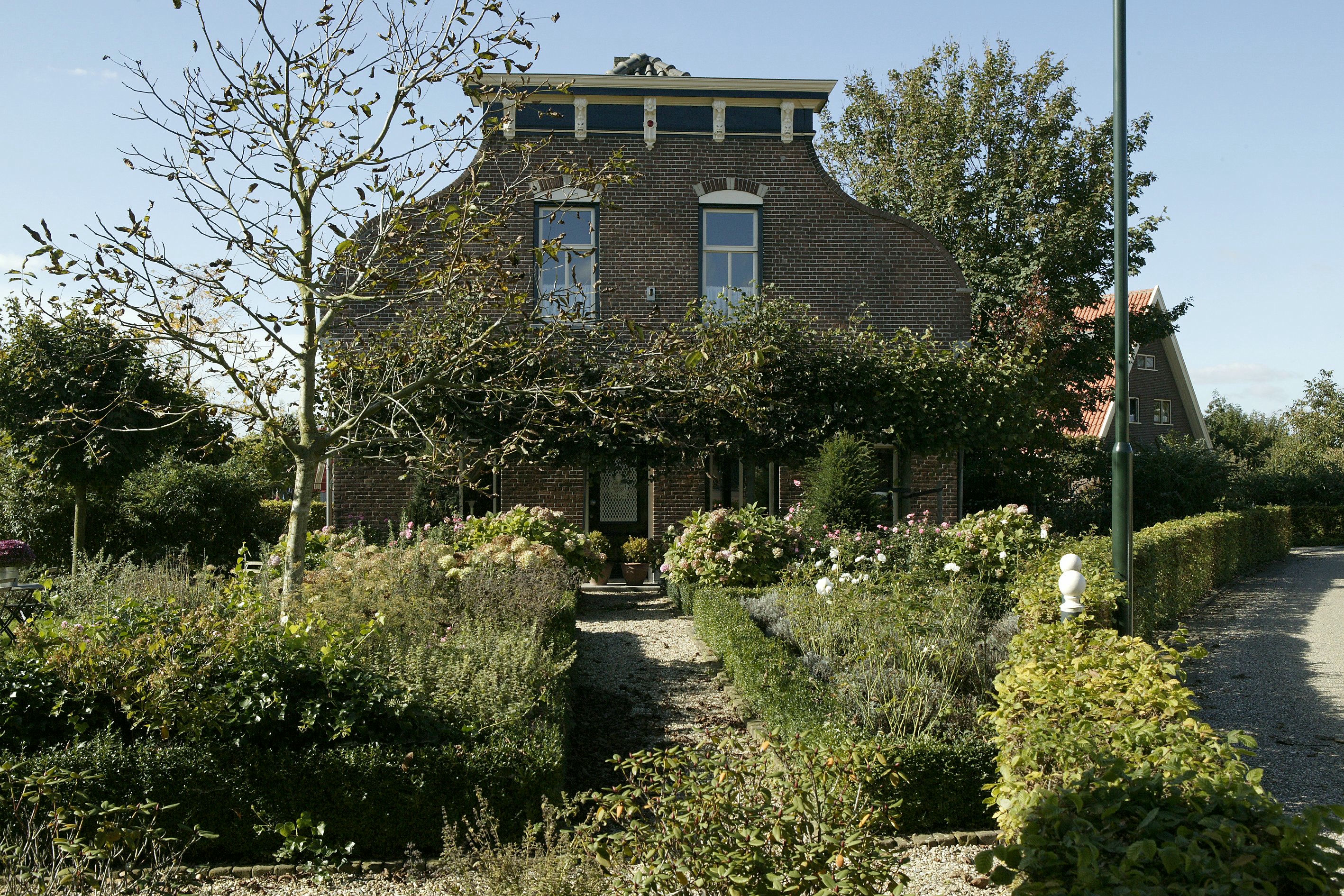
Ферма у Меувені
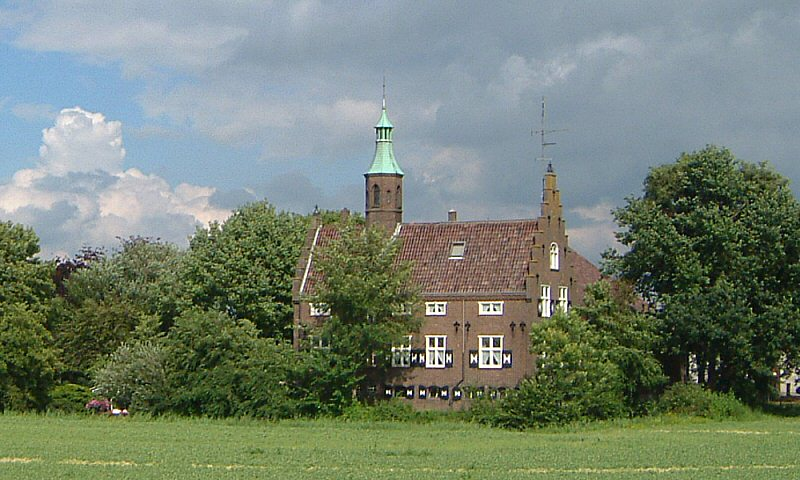
Замок Меувен
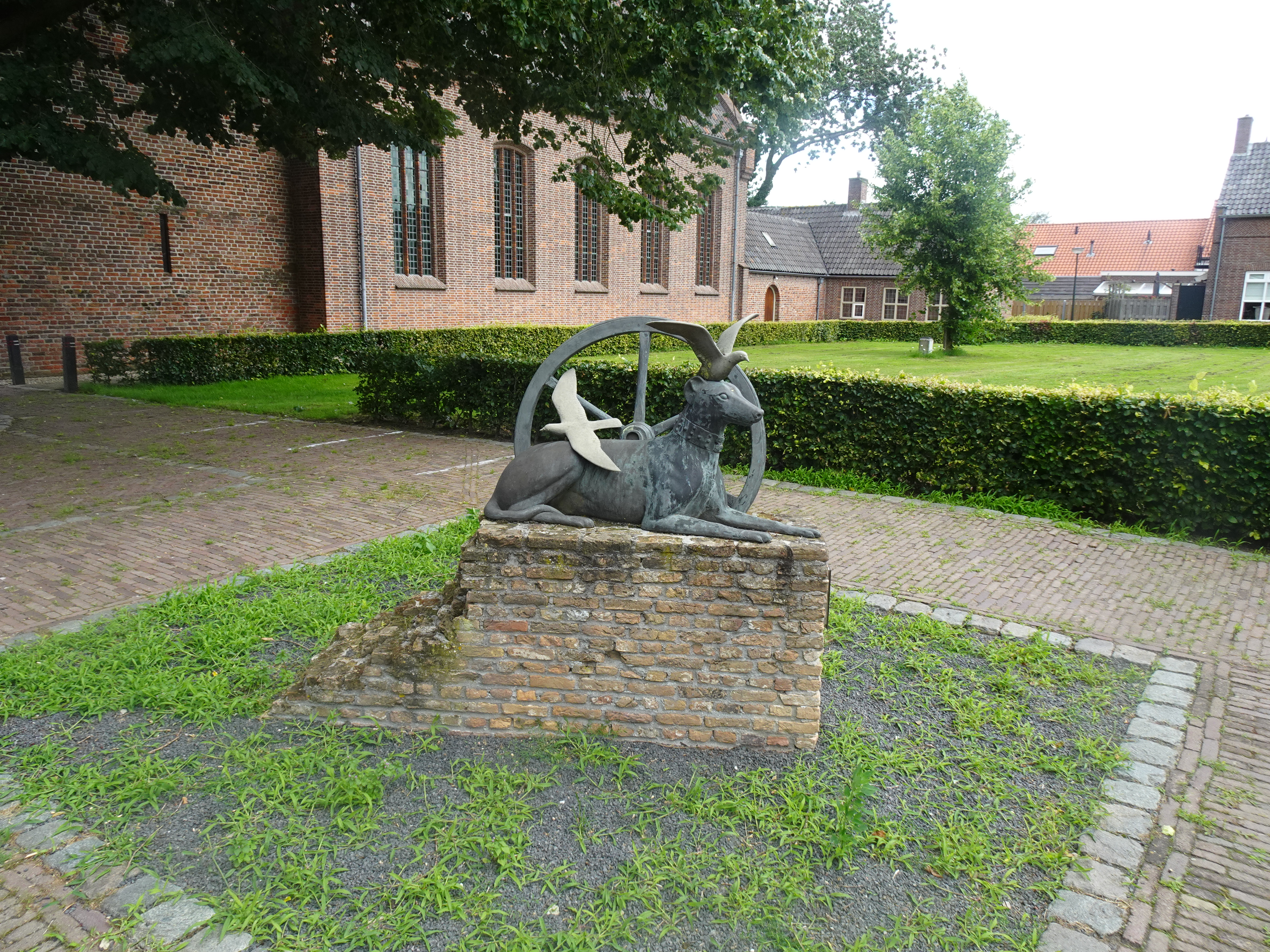
Статуя у селі